# San Isidro (Isabela)
San Isidro (Bayan ng San Isidro) es un municipio filipino de quinta categoría perteneciente a la provincia de La Isabela en la Región Administrativa de Valle del Cagayán, también denominada Región II.

## Geografía
San Isidro se encuentra en el sureste de la provincia, en el valle formado por el Río Grande de Cagayán al pie de la Cordillera Central.
Se encuentra a 339 kilómetros al norte de Manila y se puede acceder por la autopista Marhalika.  Municipios vecinos son Alicia, Echagüe, Santiago y Ramón.
Tiene una extensión superficial de 71.90 km² y según el censo del 2007, contaba con una población de 21.387 habitantes y 3.910 hogares; 22.758  habitantes el día primero de mayo de 2010

### Barangayes
San Isidro administrativamente se divide en 13 barangayes o barrios, todos de carácter rual, excepto  Gómez.
| - Camarag - Cebú - Gómez - Gud - Nagbukel - Patanad - Quezón | - Ramos del Este - Ramos del Oeste - Rizal del Este (Población) - Rizal del Oeste (Población) - Victoria - Villaflor |